# Obergericht Sapporo

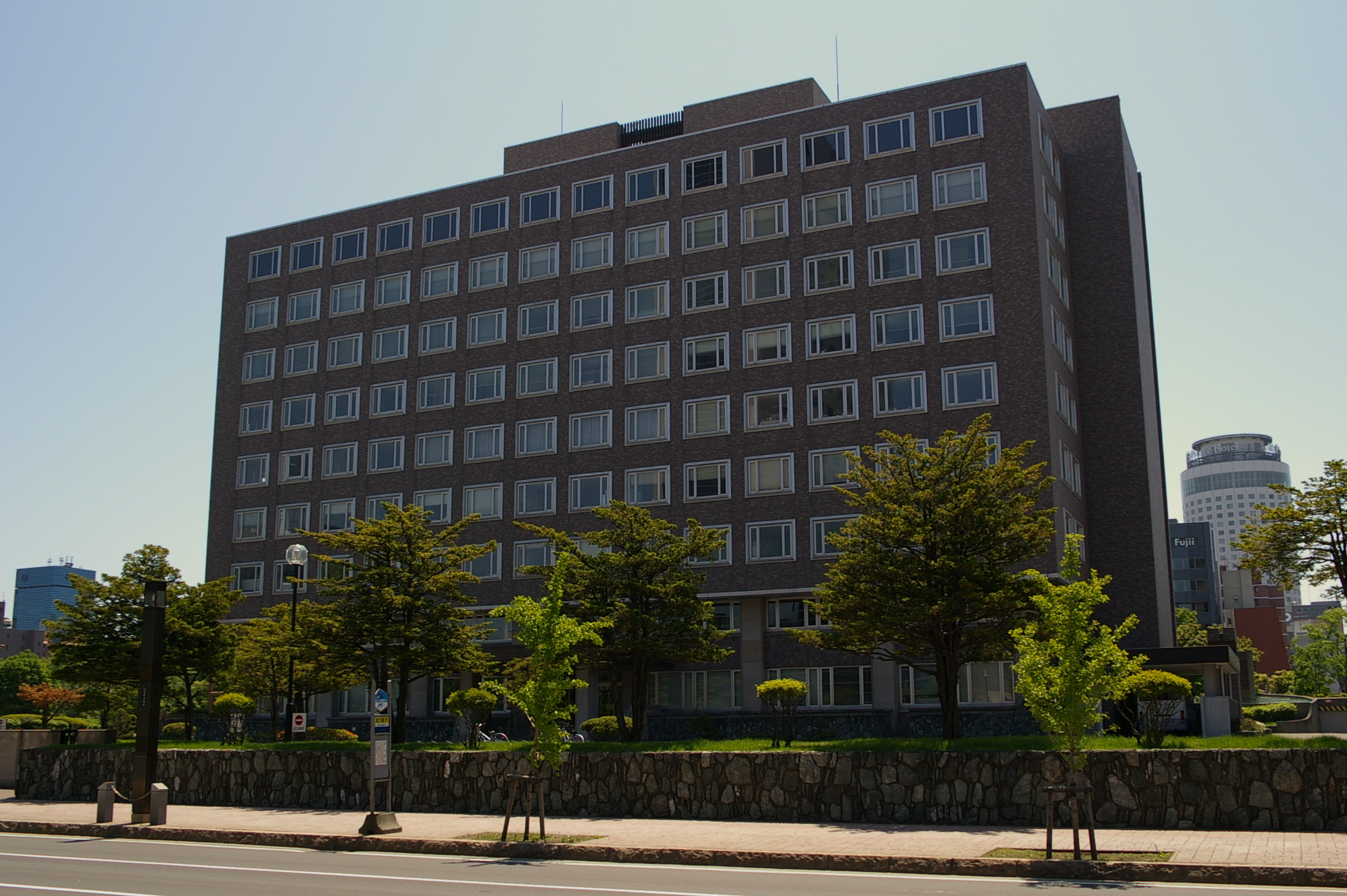
Das Gebäude des Obergerichts Sapporo

Das Obergericht Sapporo (jap. 札幌高等裁判所, Sapporo kōtō-saiban-sho) ist ein japanisches Obergericht mit Sitz in Sapporo. Der Gerichtsbezirk umfasst die nordjapanische Insel Hokkaidō. Übergeordnet ist nur der Oberste Gerichtshof.